# Un malheur n'arrive jamais seul
Un malheur n'arrive jamais seul er en fransk stumfilm fra 1903 af Georges Méliès.